# Еудженіо Волк
Еудженіо Волк (італ. Eugenio Wolk; 4 лютого 1915, Чернігів — 17 червня 1995, Мальязо) — італійський військовий діяч, піонер італійського підводного плавання.

## Біографія
Родина Еудженіо Волка належала до російського дворянства і після Жовтневого перевороту була вимушена мігрувати. Спочатку вона знайшла притулок у Константинополі, потім в Таранто і у 1919 році в Римі. У 1927 році Волк отримав італійське громадянство.

### Друга світова війна
У червні 1940 року при Морській академії (італ. Accademia navale) в Ліворно було відкрито Школу бойових плавців (італ. Scuola sommozzatori), командування якою було доручено Волку. Пізніше Волк переїхав у Ла-Спеція, щоб продовжити підготовку бойових плавців на борту крейсера «Сан Марко».
Після рейду на Суда-Бей 25 березня 1941 року, з метою протидіяти контрзаходам британців, спрямованим на недопущення атак 10-ї флотилії MAS на порти союзників Еудженіо Волк вивчав можливість використання мініатюрних підводних човнів, які могли би транспортувати бойових плавців Групи «Гамма» всередину портів союзників.
Під час перебування в Ліворно плітку 1941 року мав нагоду познайомитись з лейтенантом Еудженіо Массано (італ. Eugenio Massano), який був новим заступником командувача школи в Ліворно, якою сам Волк командував незадовго до того, як висунув свою ідею. Волк представив свою ідею командувачу 10-ї флотилії MAS Вітторіо Моккагатта (італ. Vittorio Moccagatta), який, проте, відхилив її. Тим не менше, Волк розпочав відповідні тренування за допомогою командира одного з човнів типу «CB». Коли ця діяльність Волка стала відома, він знову був відправлений в Ліворно, але ці тренування викликали зацікавлення командування флоту, яке наказало Массано продовжити проект.
Після капітуляції Італії зустрівся з Юніо Валеріо Боргезе, який запропонував Волку прийняти командування групою «Гамма» 10-ї флотилії MAS, яка перейшла на сторону Італійської соціальної республіки. Заступником командувача був лейтенант Луїджі Ферраро (італ. Luigi Ferraro).
Після закінчення війни перебував у таборі для військовополонених на островах Лідо, де був розміщений в казармі «Пепе» (італ. Caserma «Guglielmo Pepe»). У червні 1945 року офіцер ВМС Великої Британії Лайонел Креб (англ. Lionel Crabb) запропонував Волку та його плавцям взяти участь у розмінуванні порту Венеції. Полонені, які прийняли пропозицію, були доставлені на острів Сант-Андреа (італ. Isola di Sant'Andrea), де розташовувалось командування Союзних експериментальних морських сил (англ. Allied Navies Experiment), де вони користувались повною свободою на території всього острова; їх не тримали за ґратами та не охороняли.
Після закінчення цієї діяльності Волк разом із сім'єю вирушив до Аргентини, де йому було доручено організувати школу водолазів-рятувальників.